# 718工程远洋油水干货补给船

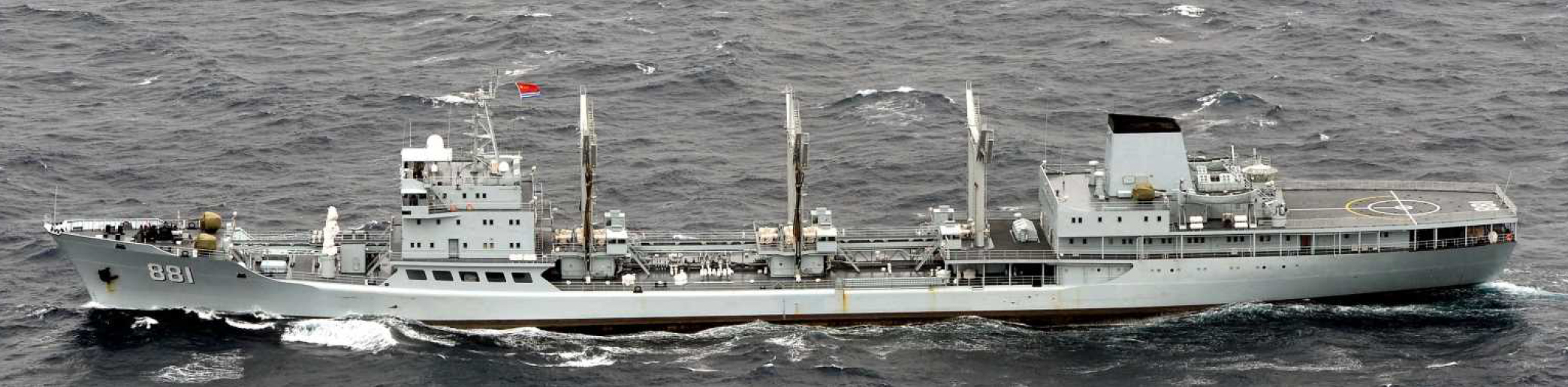
905型运输补给舰，洪泽湖號(881)

718工程油水补给舰，一般來說提到905型运输补给舰，會與青海湖號（被廣泛稱作908型，實際是905型运输补给舰）搞混，因此多用718工程的稱呼，是中国人民解放军海军综合补给舰，北約代號福清級，同級艦另有外銷巴基斯坦。

## 概述

### 718觀測工程
718型的誕生背景與遠望號觀測艦的遠洋任務有關，由於遠望號的任務地點在遠洋，需要軍艦護衛，故解放軍需要遠洋補給艦為相關戰艦提供後勤補給，整套方案在1967年1月18日談的，叫做718工程。
設計718型的任務由701研究所負責，船隻總設計師為張文德、副總設計師為黃蔚。718型在1980年開工，1981年服役。另有一艘在1980年開工，1987年出售給巴基斯坦海軍，命名為納赛爾號（PNS Nasr，A-47）。

### 905补给船
718工程是包含了补给船的，這就是905型，不過基本上905型的說法少用，軍用方案配備有四座液體傳輸站、兩座乾貨傳輸區，液體傳輸站主要工具是一根長60公尺、直徑4英吋（10.16公分）的尼龍管線，可在一小時中傳輸100-150噸的燃料；但本型艦並無彈藥儲放空間，故艦隊需要再增編彈藥補給艦才能有完整功能。905型設計有直升機起降甲板但無機庫，而該甲板最初是設計給直-5運用，後來考慮直-8操作而加大甲板面積。718型的後勤儲備包括有10,550噸燃料油、1000噸輕柴油、200噸淡水、200噸飲用水、50噸冷凍食品與若干以桶裝儲存的潤滑油；能在任何装载情况下，在12级风力下安全航行。
718型二号舰（曾用舷号X950，南运950）于1989年退役，改舰名运油船海浪号，长期闲置于旅顺港口，后于2011年拆解。
718型三号舰洪泽湖舰（曾用舷号X575，北运575，575）于1979年下水，1980年入列后首次命名太仓号船，后改名为太仓舰，2002年7月改名为洪泽湖舰，舷号881。于2018年退役。期间共10余次赴南沙执行战勤保障任务，出访26个国家29个港口，创下“首次环球航行”、“首次通过巴拿马运河”等16个人民海军纪录。

## 舰名列表
中國人民解放軍海軍：
巴基斯坦海軍：